# 日本オーストラリアンフットボール協会
一般社団法人日本オーストラリアンフットボール協会（英語: Japan Australian Football League、JAFL）は、日本におけるオーストラリアンフットボールを統括する国内競技連盟である。なお、1986年の設立当時の英語表記は(Japan Australian Football Association,JAFA)であったが、2004年にオーストラリアン・フットボール・リーグ(AFL)の傘下に入ると共にJAFLへ変更した。

## 3大ビジョン
- 日本代表（サムライズ）の強化
- 国内リーグの活性化
- 競技人口の増加

## 海外所属組織
1. オーストラリアン・フットボール・リーグ (Australian Football League)
2. 国際オーストラリアンフットボール協会 (International Australian Football Council)

## 国内リーグ
6チームの地域・大学・社会人チームでリーグ戦を戦い、リーグ上位4チームがプレーオフに進出する。ルールはAFLのそれに準じているが、1チームの人数は11人である。
| チーム名             | 練習グラウンド                    | ホームページ | 備考 |
| -------------------- | --------------------------------- | ------------ | ---- |
| 大阪ディンゴーズ     | 淀川グラウンド（新十三大橋下）    | 公式HP       |      |
| 駒沢マグパイズ       | 二子新地グラウンド                | 公式HP       |      |
| 専修パワーズ         | 多摩川河川敷久地グラウンド        | 公式HP       |      |
| 名古屋レッドバックス | 名古屋市伏見白川公園              |              |      |
| 東京ゴアナーズ       | 二子玉川河川敷グラウンド          | 公式HP       |      |
| R246 ライオンズ      | 深沢グラウンド 二子新地グラウンド | 公式FB       |      |

## 日本代表（サムライズ）
日本代表は、通称サムライズと呼ばれ、現在は学生を主体にインターナショナルカップの上位進出を目指している。
2008年インターナショナルカップでは、強敵サモアに勝利する等し、全16チーム中8位に食い込んだ。
- 代表的な日本人プレーヤー
  - 榊道人　
  - 加瀬毅　
  - 関口遵
  - 森毅人　　久納陽介
  - 清野裕彰　田中淳二
  - 瀬戸孝明　佐藤健　中村雅哉